# SGR 1806-20
SGR 1806-20, également connu sous le nom de PSR J1808-2024, est un magnétar, identifié comme sursauteur gamma mou, situé dans la constellation du Sagittaire, à ∼ 50 000 a.l. (∼ 15 300 pc) de la Terre. Il s'agit d'un des quatre seuls sursauteurs gamma mous de notre Galaxie connus à ce jour (2009).
Le 27 décembre 2004 est captée la plus importante éruption gamma détectée dans notre galaxie localisée en provenance de ce magnétar.